# Sunpacer Manufacturing
Sunpacer Manufacturing CC ist ein südafrikanisches Unternehmen und ehemaliger Hersteller von Automobilen.

## Unternehmensgeschichte
Das Unternehmen wurde 1989 in Port Elizabeth gegründet. Die Produktion von Automobilen und Kit Cars fand je nach Quelle in den 1980er Jahren oder in den 1990er Jahren statt. Der Markenname lautete Sunpacer. Insgesamt entstanden 55 Fahrzeuge.
Mittlerweile stellt das Unternehmen Anhänger und Fahrzeugaufbauten her.

## Fahrzeuge
Im Angebot standen Freizeitfahrzeuge. Die Basis bildete ein Monocoque. Der Radstand maß etwa 210 cm. Darauf wurde eine Karosserie aus Fiberglas montiert. Viele Teile, so auch die Motoren, kamen vom VW Golf.